# Rewolwer Bodeo Mod. 1889
Pistola A Rotazione Modello 1889 (Bodeo M1889, Glisenti M1889) – włoski rewolwer skonstruowany pod koniec XIX wieku.

## Historia konstrukcji
W drugiej połowie lat 90. XIX wieku we Włoszech powołano komisję której zadaniem było opracowanie nowego rewolweru, następcy rewolweru Modello M1874. Przewodniczącym komisji został Carlos Bodeo.
Prototyp nowego rewolweru był gotowy w 1889 roku, a produkcję rozpoczęto w 1891 roku w zakładach Societá Siderurgica Glisenti. W następnych latach M1889 stał się podstawową bronią krótką armii włoskiej.
Pomimo wprowadzenie w 1911 roku do uzbrojenia pistoletu samopowtarzalnego Glisenti M1910 produkcja rewolweru M1889 była kontynuowana do końca drugiej wojny światowej (po 1911 głównie na rynek cywilny).
Obecnie małoseryjną produkcję rewolweru prowadzi kilka małych włoskich i hiszpańskich firm.

## Wersje
- Du Trup - wersja ze składanym spustem (pierwsze serie miały zewnętrzny bezpiecznik nastawny blokującym kurek, później z tego urządzenie zrezygnowano). Lufa o zewnętrznym zarysie ośmiokątnym.
- Du Officiali - wersja z klasycznym kabłąkiem spustowym i zewnętrznym bezpiecznikiem nastawnym blokującym kurek. Lufa o zewnętrznym zarysie ośmiokątnym.
- Allegrito - produkowana od 1920 roku wersja o zmniejszonej masie, bez zewnętrznego bezpiecznika. Lufa okrągła.

## Opis techniczny
Rewolwer M1889 miał szkielet niedzielony. Bęben sześcionabojowy, ładowany pojedynczymi nabojami przez okno w tylnej, prawej stronie szkieletu. Łuski usuwane pojedynczo przy pomocy ręcznego wyrzutnika tym samym otworem. Otwór przeznaczony do ładowania zamykany pokrywką. Przyrządy celownicze stałe. Kurkowy mechanizm spustowy z płaską sprężyną uderzeniową. Iglica stała umieszczona na kurku. Mechanizm spustowy z samonapinaniem.

## Dane taktyczno-techniczne
| Wzór               | Bodeo M1889 "Du Trup"                | Bodeo M1889 "Allegrito"              |
| Mechanizm spustowy | SA/DA                                | SA/DA                                |
| Kaliber (mm)       | 10,4                                 | 10,4                                 |
| Nabój              | 10,4 mm Italian Ordance (10,4 x 23R) | 10,4 mm Italian Ordance (10,4 x 23R) |
| Masa (g)           | 965                                  | 900                                  |
| Długość (mm)       | 280                                  | 240                                  |
| Długość lufy (mm)  | 152                                  | 111                                  |